# Společná ministerstva Rakouska-Uherska
Společná ministerstva Rakouska-Uherska byla tři ministerská portfolia, která zůstala společná oběma součástem Rakouska-Uherska, po provedení rakousko-uherského vyrovnání roku 1867 až do zániku Rakouska-Uherska v roce 1918. Dohromady tvořila ministerskou radu pro společné záležitosti.

## Historické souvislosti
Rakousko-uherské vyrovnání vstoupilo v platnost 15. prosince 1867. Šlo o soubor ústavních zákonů (někdy nazývané též prosincová ústava), které přetvářely Rakouské císařství na reálnou unii složenou ze dvou částí: Předlitavska (zjednodušeně Rakousko) a Zalitavska (zjednodušeně Uhersko). Obě tyto části získaly výrazné pravomoci a vlastní vlády. V společné kompetenci zůstaly jen pravomoci v oblasti zahraniční politiky, obrany a finančních otázek společných pro celé soustátí.
Vlastní vymezení společných ministerstev Rakouska-Uherska řešil zákon č. 146/1867 říšského zákoníku o společných záležitostech všech zemí habsburské monarchie.

## Společná ministerstva
- Ministerstvo zahraničních věcí: zodpovídalo za provádění zahraniční politiky monarchie, její diplomatické a obchodní zastupování. Jeho představitel zároveň měl funkci předsedy ministerské rady pro společné záležitosti a tedy byl faktickým předsedou vlády Rakouska-Uherska.
- Ministerstvo války: mělo zodpovědnost za ozbrojené síly Rakouska-Uherska a vojenské otázky, ovšem s výjimkou povolování rekrutů (které bylo v pravomoci obou součástí monarchie). V kompetenci tohoto společného ministerstva byla i legislativa upravující plnění všeobecné branné povinnosti, dislokace vojska a zákonodárství týkající se postavení vojáků v civilním životě.
- Ministerstvo financí: zodpovídalo za finanční otázky spojené s výdaji společného rozpočtu (tedy v zahraniční politice a vojenství). Ministr financí ale nerozhodoval o příjmech a měl tak jen formální roli účetního dozorce.[3] Od 6. února 1879 ministři financí Rakouska-Uherska zastávali také funkci guvernéra okupované Bosny a Hercegoviny.